# Valenciennes
Valenciennes (nederlandsk: Valencijn, pikardisk: Valincyinne) er en by i det nordøstlige Frankrig i Region Hauts-de-France, omkring 80 kilometer sydvest for Bruxelles. Byen er formodentlig grundlagt af den frankiske kongeslægt Merovingerne.
Valenciennes har 42.979 (2022) indbyggere, plus ca. 300.000 indbyggere i oplandet. Valenciennes er universitetsby, erhvervscentrum og admidnistrationscenter for regionen Nord-Pas-de-Calais.

## Industri
Metal og automobilindustrien er en vigtig del af byen og regionens erhvervsliv. Et konsortium af Fiat og Citroen producerer gearkasser og bilmodellerne Citroën C8, Peugeot 807, Fiat Ulysee og Lancia Phedra. Toyota har en fabrik, som producerer bilmodellen Yaris i nærheden af byen.
I juli 2006 fik Valenciennes et sporvognsnet, som er planlagt til at have et skinnenet på 34 kilometer med fire forskellige linjer. 

## Historie
Valenciennes blev for første gang nævnt i 693 i et lovdokument skrevet af Klodvig II. I 800-tallet blev området erobret af normannerne. Efter at Frankerriget blev grundlagt, begyndte byen at udvikle sig. I 1008 var der hungersnød, som førte til at en voldsom byldepest hærgede området.
I 1300-tallet blev tårnet "I Dodenne" bygget. I 1400-tallet blev hertugdømmet Hainsault, som Valenciennes var en del af, en del af Burgund. I 1524 kom byen under den tyske konge Karl den femtes. 
Omkring 1560 var Valenciennes et vigtigt center for kniplinger og calvinismen. I 1562 opstod der i Valenciennes de første oprørsbevægelser mod religiøs forfølgelse i Nederland, efter at en gruppe protestanter blev dømt til døden. I 1580 blev byen erobret af den spanske feltherre Alexander Farnese og byen blev igen katolsk. 
I 1678 tog Frankrig kontrol over Valenciennes og det sydlige område af Hainault. Kort tid efter byggede den franske general Sébastien Le Prestre, Seigneur de Vauban (1633-1707) et fæstningsanlæg i byen. 
Byen blev belejret i 1793 under Napoleonskrigene.